# جزیره استردبروک جنوبی
جزیره استردبروک جنوبی (به انگلیسی: South Stradbroke Island) یک عوارض جغرافیایی در استرالیا است که در کوئینزلند واقع شده‌است.